# Nikki Rodriguez
Nikki Rodriguez (Los Angeles, 17 dicembre 2002) è un'attrice statunitense.
È nota soprattutto per il ruolo di Jackie Howard nella serie drammatica per adolescenti di Netflix Uno splendido errore (2023) e per la partecipazione a On My Block (2021).

## Carriera
Ha iniziato la sua carriera di attrice nel 2018, debuttando nel cortometraggio This Land Is Your Land.
Ha iniziato a recitare professionalmente all'età di 17 anni, acquisendo rapidamente esperienza comparendo in progetti come Speechless (2019) e Adam il rompiscatole (2019).  Nel 2022 ha recitato nel ruolo di Vero, la fidanzata di Cesar, nella serie Netflix On My Block.
Nel 2023 ha recitato nel ruolo della protagonista Jackie Howard nella serie drammatica per adolescenti di Netflix Uno splendido errore (2023).

## Filmografia

### Cinema
- This Land Is Your Land, cortometraggio (2018)
- Roadkill, cortometraggio (2018)
- Bunny Run (2020)
- Father. (2020)
- Back to Lyla (2023)

### Televisione
- Speechless (2019)
- Adam il rompiscatole (2019)
- On My Block (2021)
- Uno splendido errore (2023)